# Huracà Hazel
Huracà Hazel fou l'huracà més mortífer i costós de la temporada d'huracans de l'Atlàntic de 1954. Les víctimes mortals rondaven ja les 1.000 a Haití abans que colpeges als Estats Units a prop de la frontera entre Carolina del Nord i del Sud com a huracà de Categoria 4. Després de sumar 95 víctimes mortals als EUA, Hazel passà sobre el Canadà com un cicló extratropical, ampliant en 81 persones el llistat de víctimes mortals, gran part d'elles a Toronto. El nom de Hazel va ser retirat de la llista de noms dels ciclons tropical de l'Atlàntic Nord com a resultat de l'elevada xifra total de morts i destrosses provocades per aquest.
Hazel destruí el 40% dels arbres de cafè i es perdé el 50% la collita del cacau. L'huracà provocà inundacions en ambdues Carolines i destruí gran part dels habitatges de la costa prop del punt d'impacte. En el seu camí cap a Canada, Hazel afectà nombrosos estats entre ells Virgínia, Virgínia de l'Oest, Maryland, Delaware, Nova Jersey, Pennsilvània i New York, registrant ràfegues de vents de prop de 160 km/h i provocant destrosses per valor de $308 milions d'USD de 1954. Al seu pas per Ontario, els rius i rierols que passen per l'àrea metropolitana de Toronto es van desbordar, provocant greus inundacions. Com a resultat d'això, moltes zones residencials ubicades en terrenys inundables, com l'àrea de Raymore Drive, van ser posteriorment reconvertits en zones verdes. Les destrosses només a Canadà superaren els 135 milions de dòlars canadencs.
Hazel va ser particularment destructiu a Toronto tant per la manca d'experiència en l'actuació davant tempestes tropicals com al no haver-se debilitat la tempesta com s'esperava. Hazel viatjà 1.100 quilòmetres sobre terra ferma, però en acostar-se al Canadà, es combinà amb un front fred poderós. La tempesta s'estancà a l'àrea metropolitana de Toronto, i encara que era extratropical, la seva intensitat era equivalent a un huracà de Categoria 1. Es desplegaren 800 membres de les forces armades per ajudar en les tasques de neteja i es destinà 5,1 milions de dòlars de 1954 en ajudes en un Fons d'Ajuda pels efectes de l'huracà